# Mai táng Ai Cập cổ đại

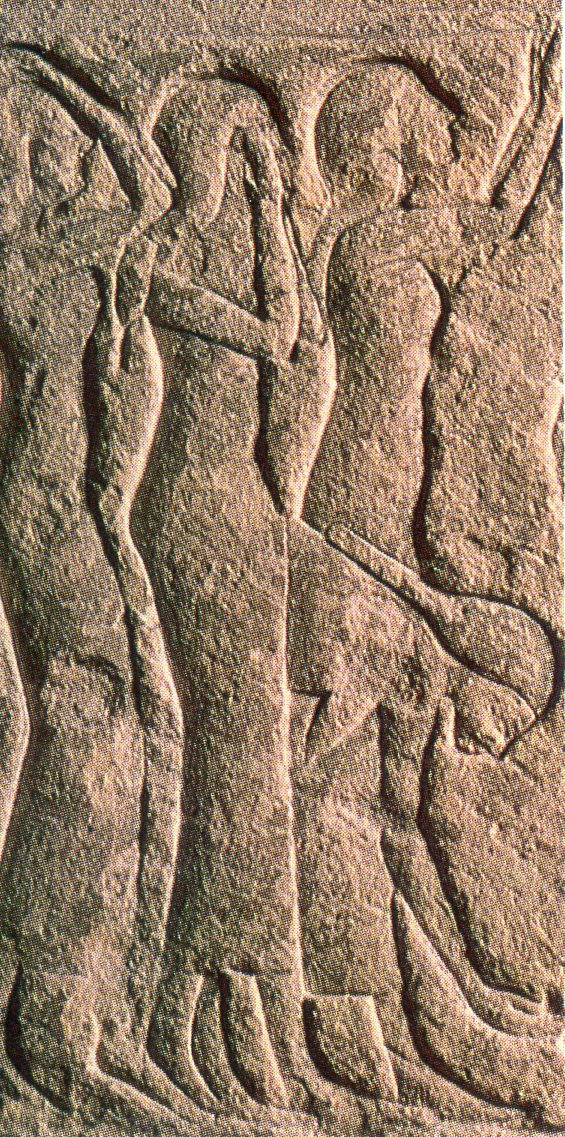
Phù điêu khác họa hình ảnh của việc đưa tang cổ Ai Cập

Người Ai Cập cổ đại có một tập quán chôn cất độc đáo, riêng biệt, được xây dựng từ tập hợp của nhiều phong tục và nghi thức khác nhau, tạo nên một quá trình mai táng của Ai Cập cổ đại phức tạp mà họ tin là cần thiết để cho cuộc sống sau khi chết. Các nghi lễ và hình thức bao gồm việc ướp xác, làm những động tác cúng bái, phù phép, và chôn cất trong một ngôi mộ được xây dựng và trang trí chắc chắn, họ cho chúng là cần thiết cho cuộc sống sau khi chết, theo tôn giáo Ai Cập.
Quá trình chôn cất được sử dụng bởi người Ai Cập cổ đại đã phát triển và phong phú hơn trong suốt thời gian dài như họ đã bỏ đi tập tục vứt bỏ quan xuống sông, biển và nhiều cách mới xuất hiện và áp dụng thông qua bộ máy cai trị của nhà vua, nhưng một vài yếu tố quan trọng khác của quá trình chôn cất vẫn tiếp tục tồn tại. Nhiều chi tiết cụ thể về việc mai táng đã thay đổi theo thời gian như việc chuẩn bị, các công đoạn ướp xác, các nghi lễ ma thuật, cúng tế và những kiến trúc, hình vẽ của ngôi mộ đã cung cấp tất cả các bộ phận thiết yếu của các công đoạn mai táng đầy đủ từ thời Ai Cập cổ đến ngày nay.